# 良马寺觉皇殿
良马寺觉皇殿位于中国陝西省漢中市轄洋縣城西17公里处的谢村镇四红村。毗鄰陽安鐵路之洋縣站。建于元朝中统二年（1261年）。2013年3月5日公布为第七批全国重点文物保护单位。
座北朝南，为砖木结构，殿长18米，宽15米，高12米，面阔5间，双层假昂斗拱，歇山顶，建筑精良，雕刻别致，是漢中市下轄區縣中唯一的一座元代建筑。